# Mỹ Thới
Mỹ Thới là một phường thuộc tỉnh An Giang, Việt Nam.

## Địa lý
- Phía Đông giáp xã Hội An
- Phía Tây giáp xã Phú Hòa
- Phía Nam giáp tỉnh Đồng Tháp
- Phía Bắc giáp các phường Long Xuyên.

## Lịch sử
Trước đây, Mỹ Thới là một xã thuộc thị xã Long Xuyên.
Ngày 12 tháng 1 năm 1984, Hội đồng Bộ trưởng ban hành Quyết định 8-HĐBT. Theo đó, thành lập xã Mỹ Thạnh trên cơ sở tách các ấp Thới Thạnh, Thới An, Đông Thạnh và 1/2 ấp Long Hưng của xã Mỹ Thới.
Ngày 2 tháng 8 năm 1999, Chính phủ ban hành Nghị định 64/1999/NĐ-CP. Theo đó, thành lập phường Mỹ Thới trên cơ sở toàn bộ 2.000,31 ha diện tích tự nhiên và 19.875 người của xã Mỹ Thới.
Ngày 12 tháng 6 năm 2025, Ủy ban Thường vụ Quốc hội ban hành Nghị quyết số 1654/NQ-UBTVQH15 về việc sắp xếp các đơn vị hành chính cấp xã của tỉnh An Giang. Theo đó, toàn bộ diện tích tự nhiên, quy mô dân số của phường Mỹ Thạnh và phường Mỹ Thới được sáp nhập thành phường mới có tên gọi là phường Mỹ Thới.

## Hình ảnh

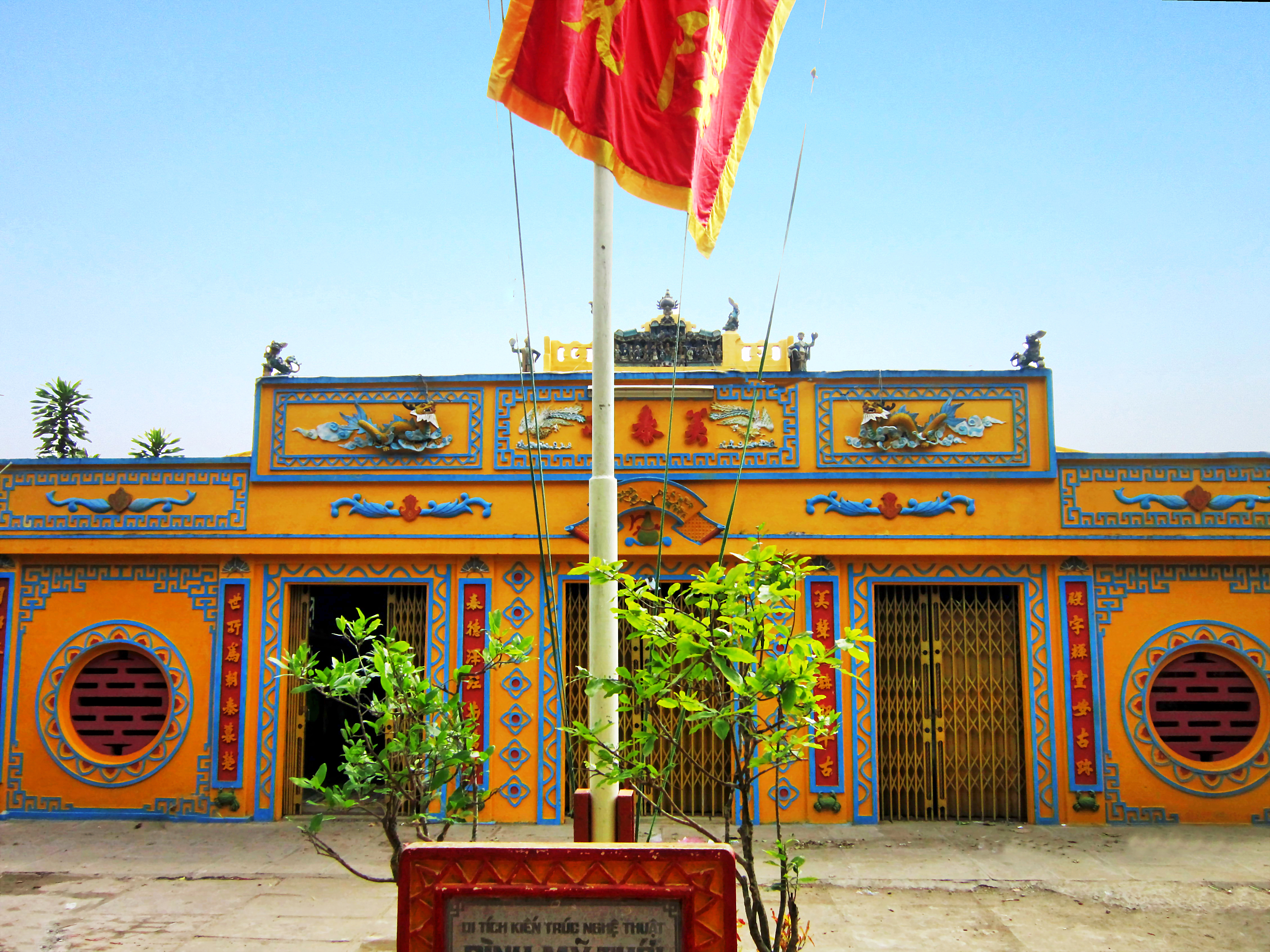
Đình Mỹ Thới ở khu vực chợ Mỹ Thới.
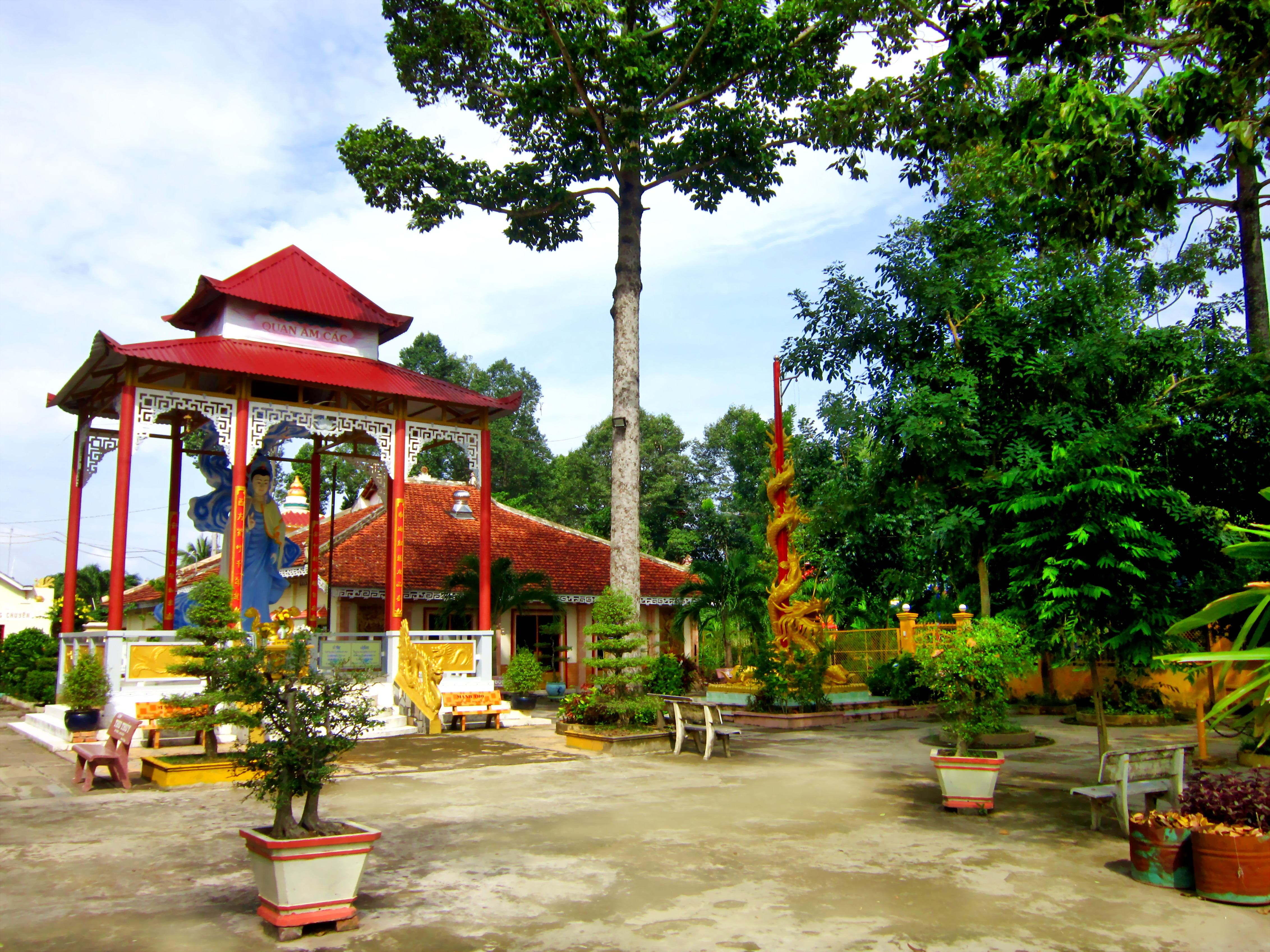
Chùa Phước Thạnh ở Mỹ Thới là di tích lịch sử cách mạng cấp tỉnh.
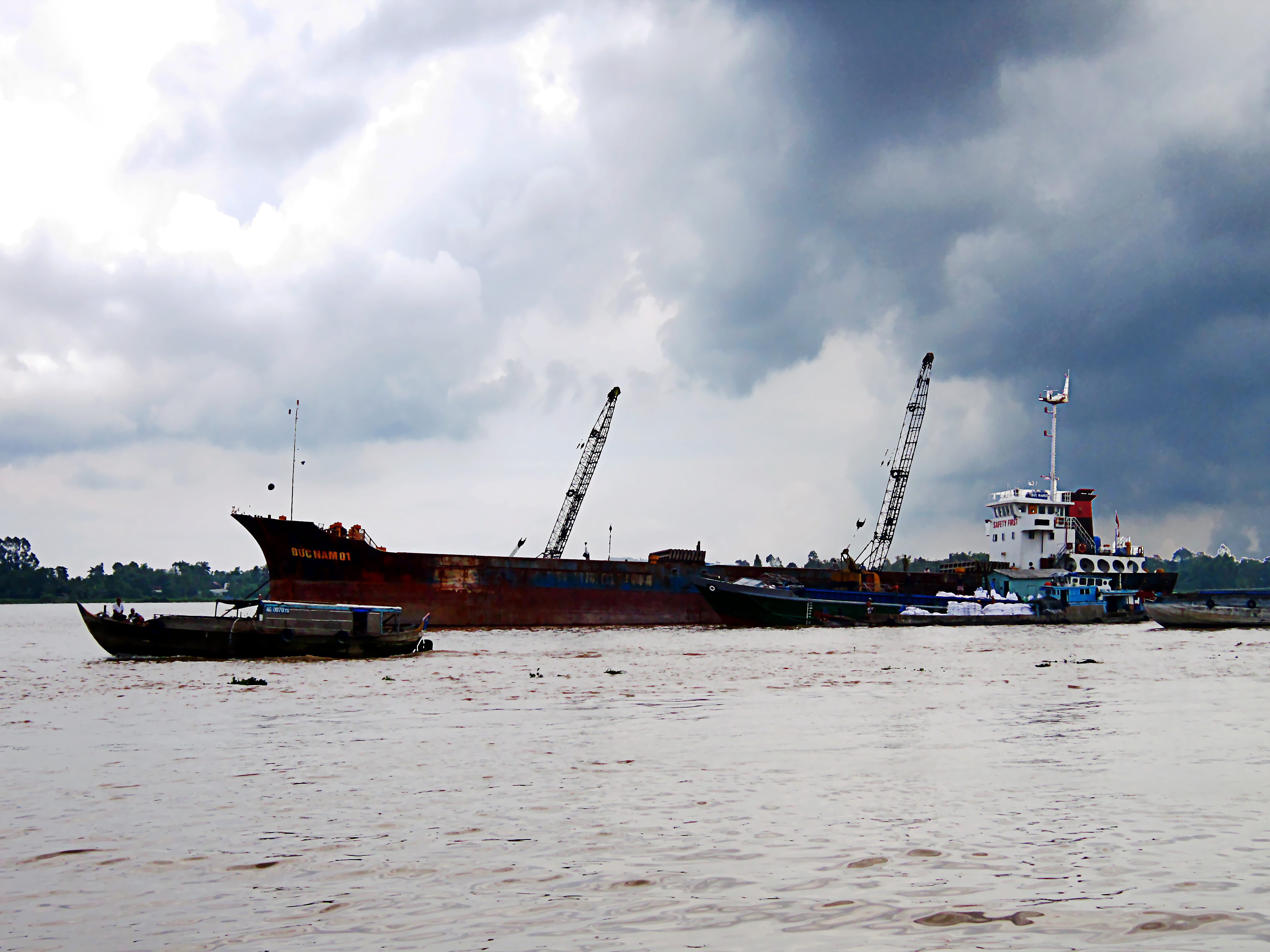
Tàu hàng ở khu vực Cảng Mỹ Thới.
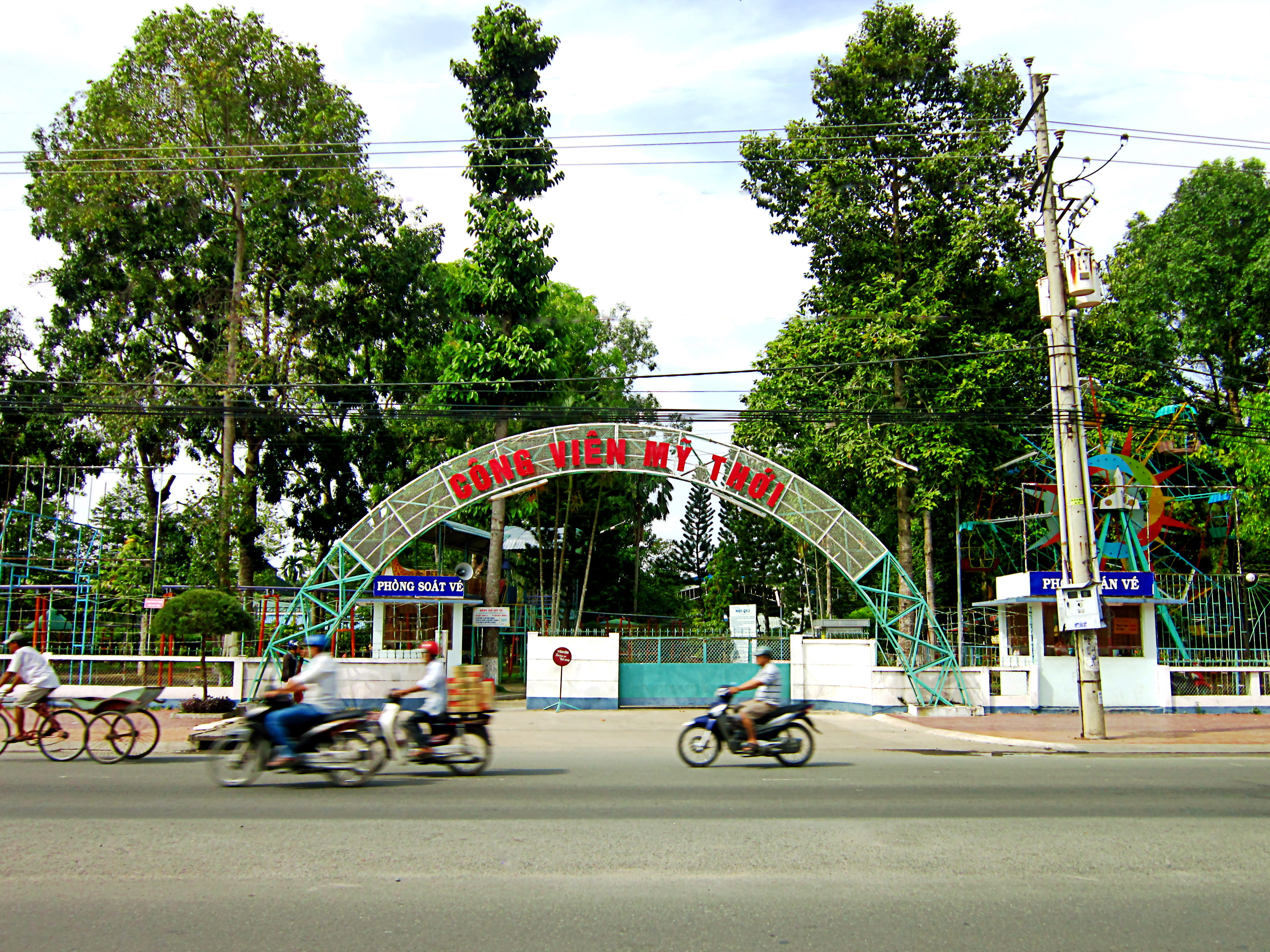
Công viên Mỹ Thới.
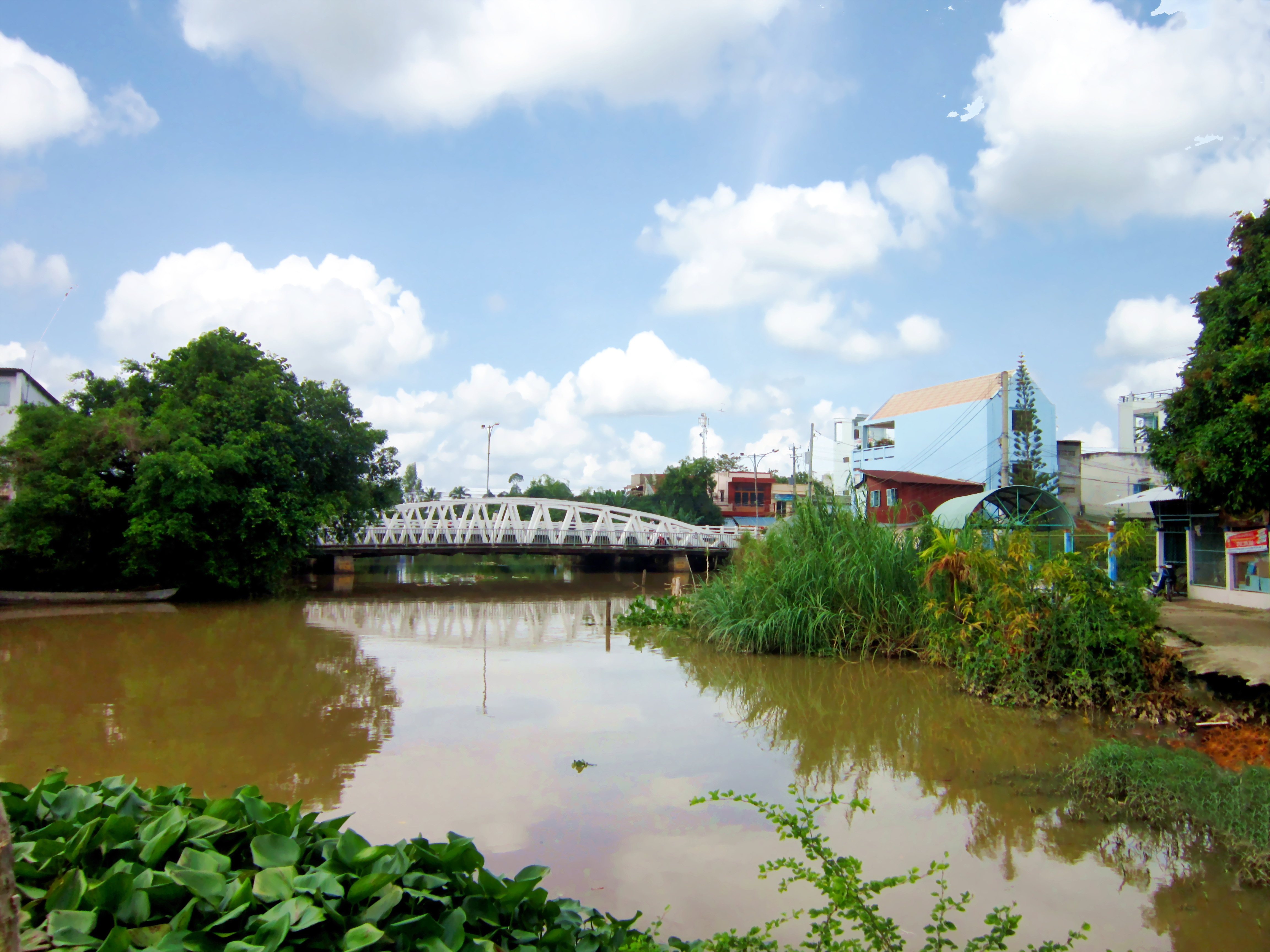
Rạch Cái Sao và cây cầu cùng tên ở phường Mỹ Thới.
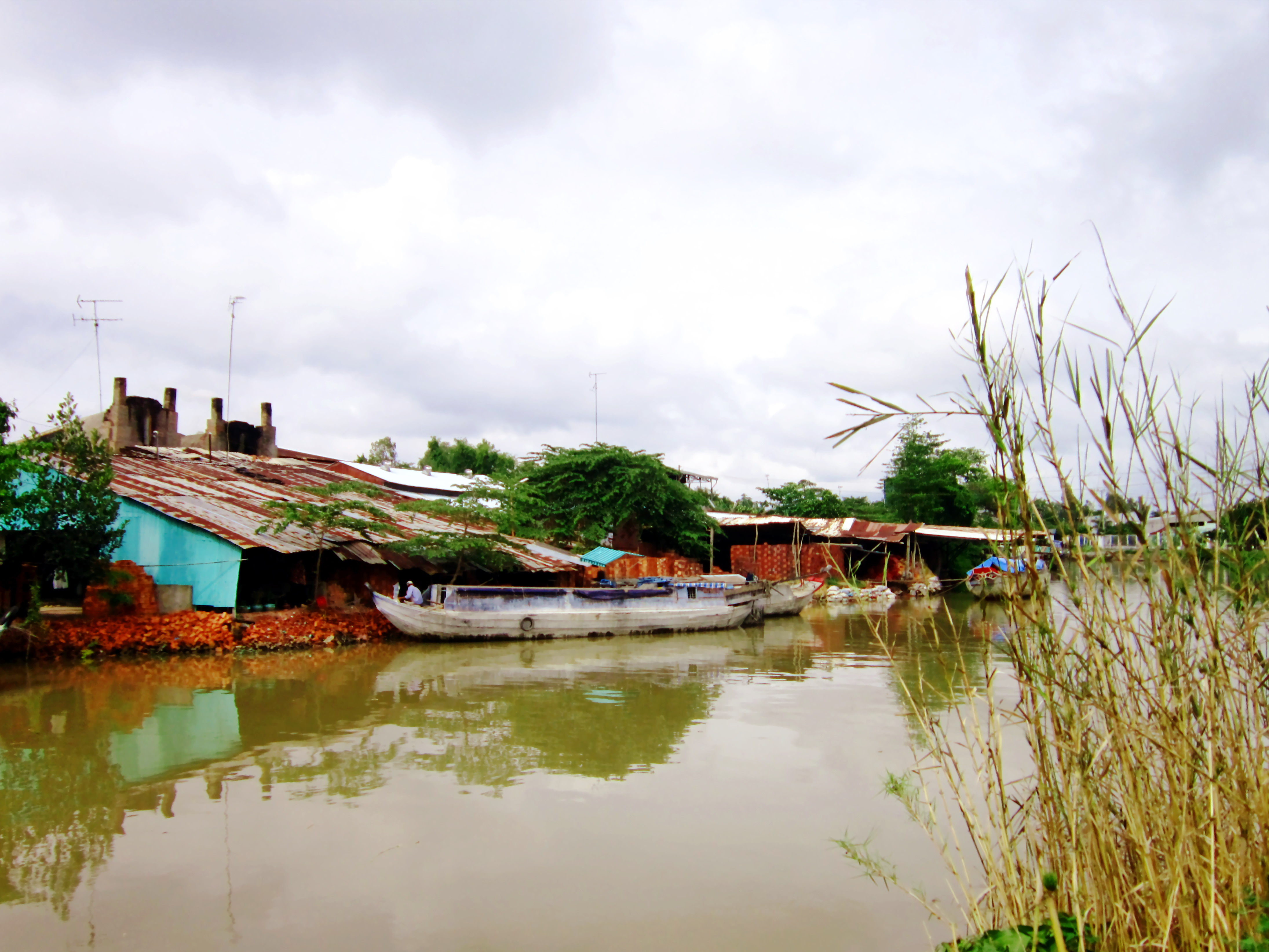
Một lò sản xuất gạch nung ở Mỹ Thới.
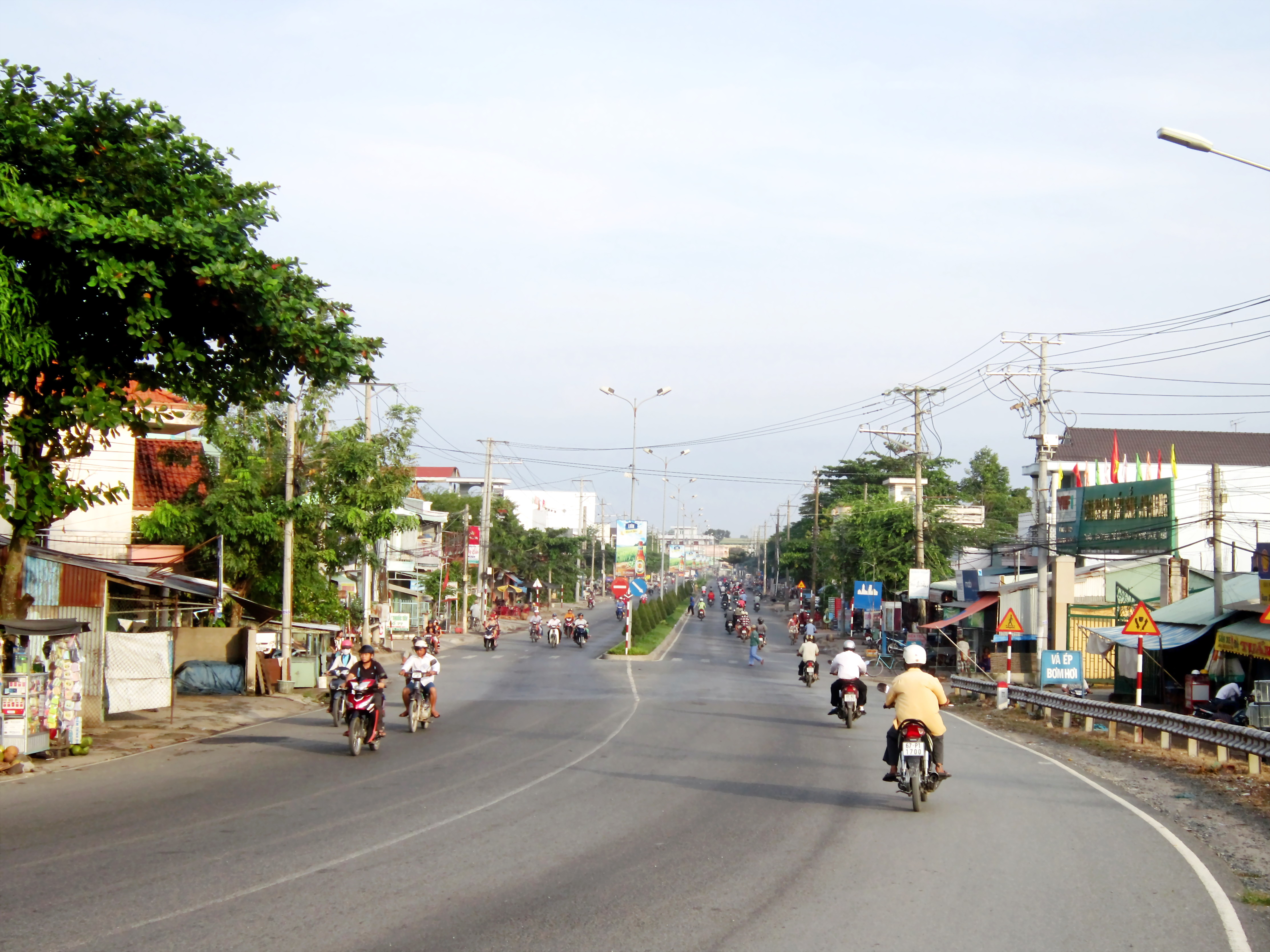
Dốc cầu Cái Sắn thuộc phường Mỹ Thới.
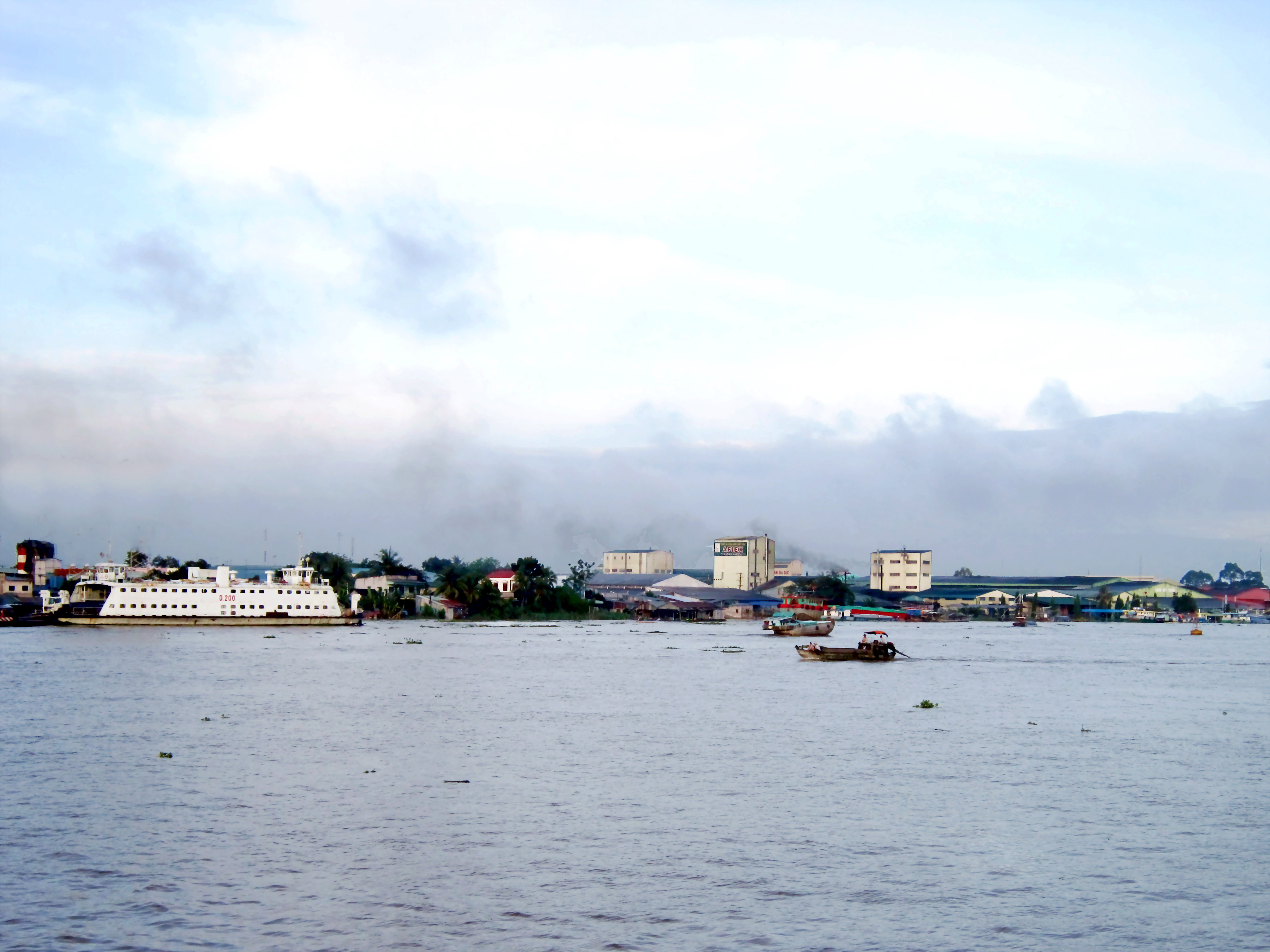
Một phần của phường Mỹ Thới nằm bên bờ sông Hậu [4].
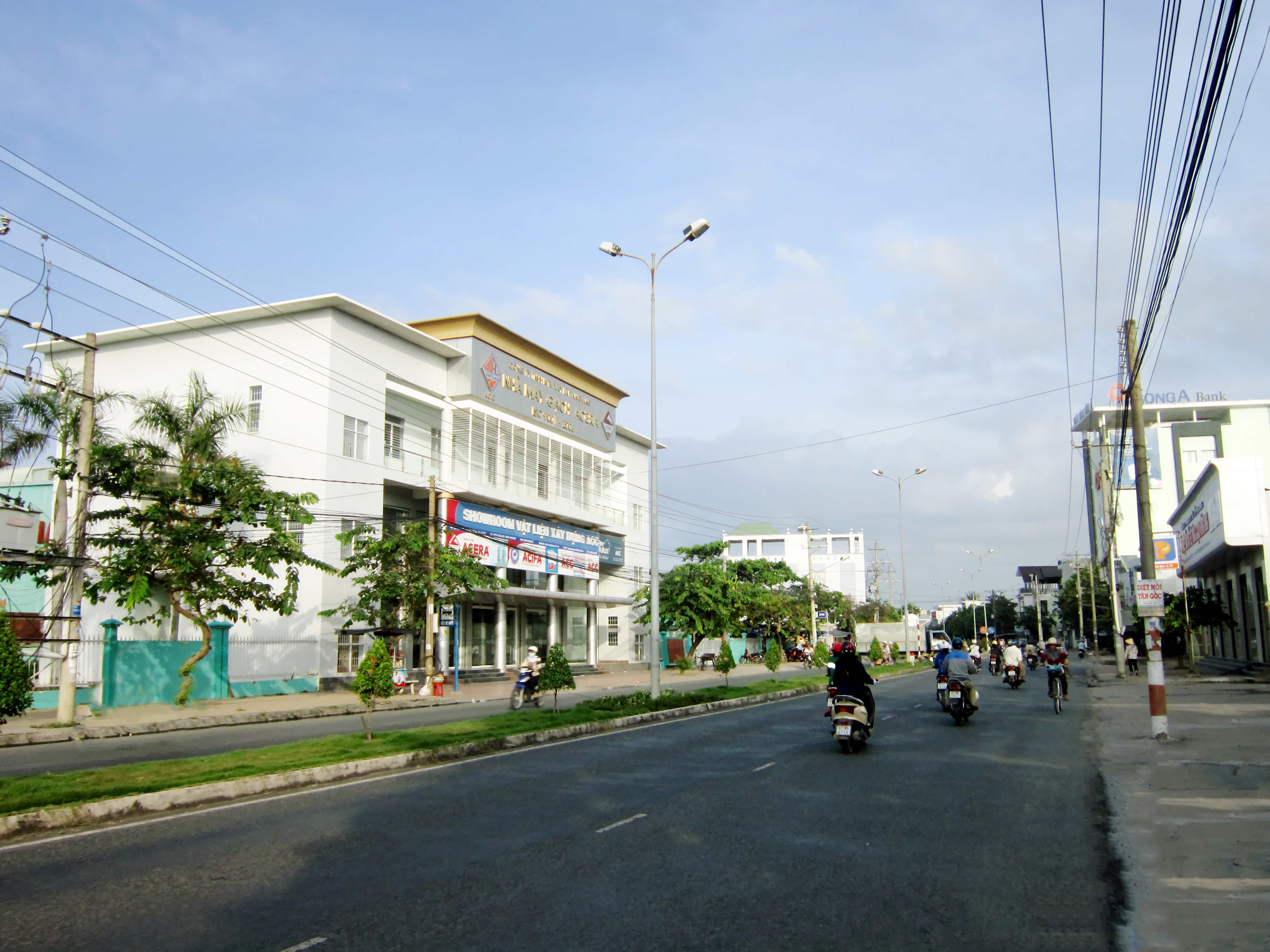
Bên phải ảnh là một nhà máy sản xuất gạch men cao cấp ở Mỹ Thới.
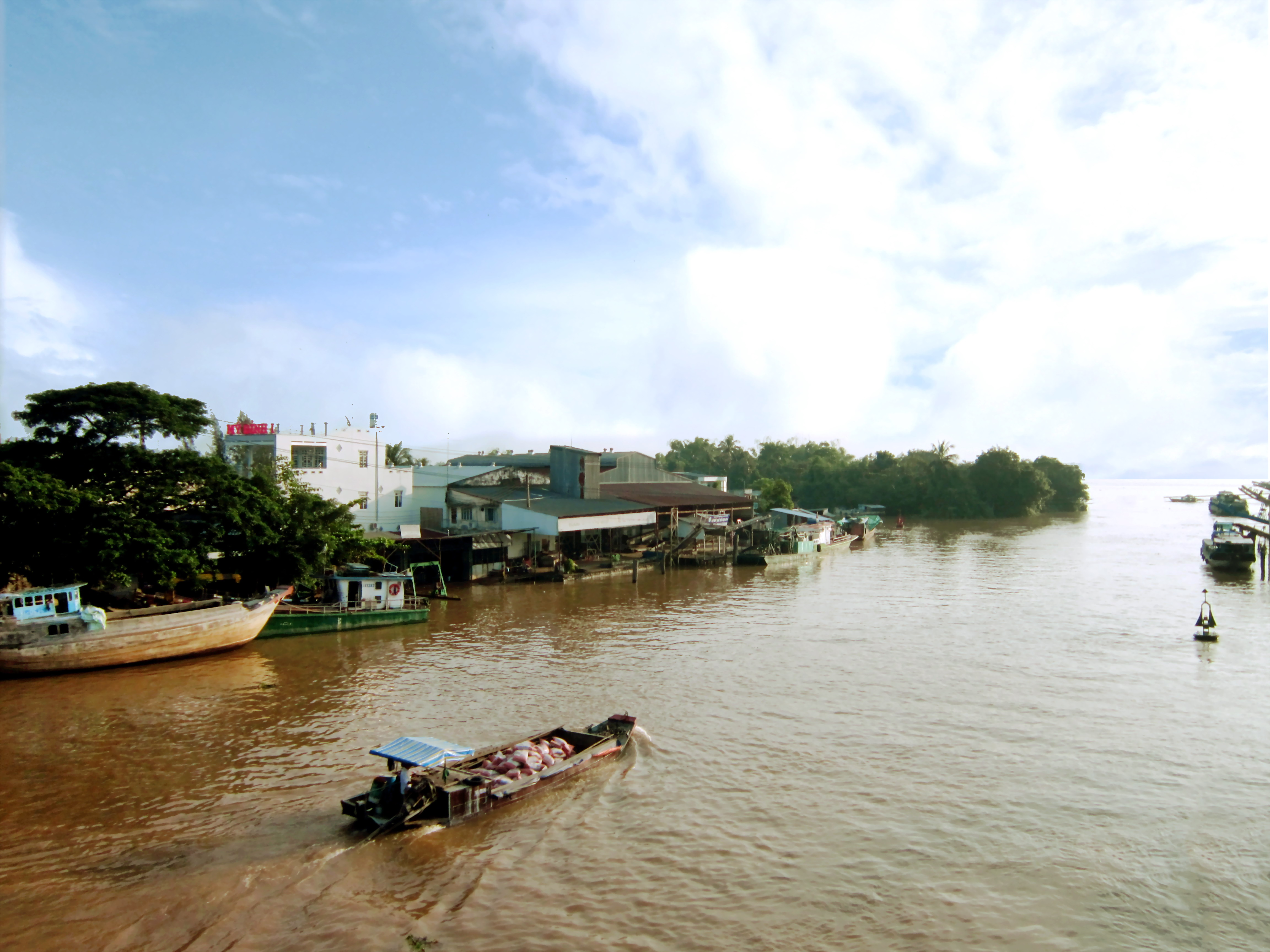
Vàm rạch Cái Sắn ở Mỹ Thới
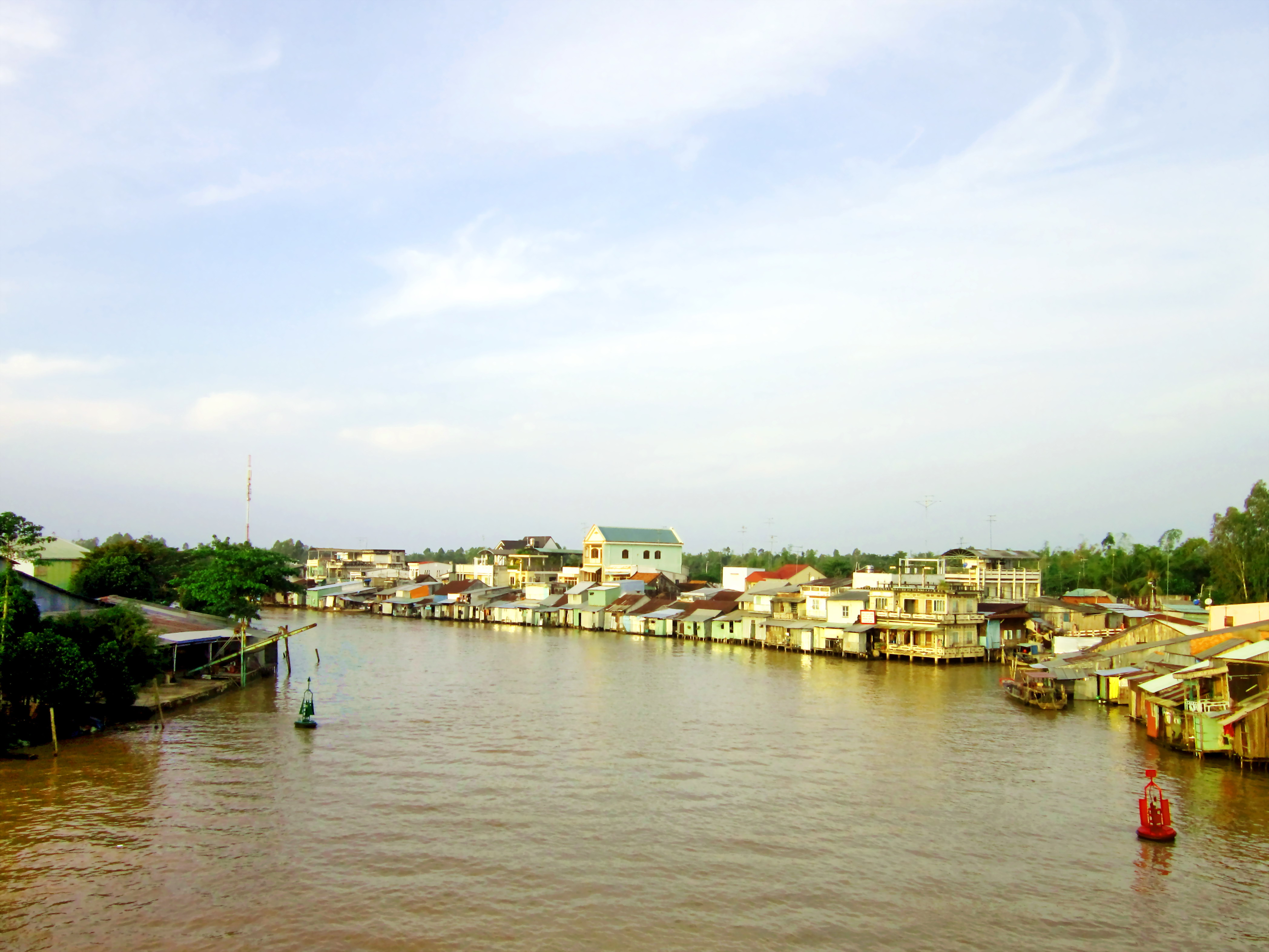
Nhà ven rạch Cái Sắn ở Mỹ Thới.
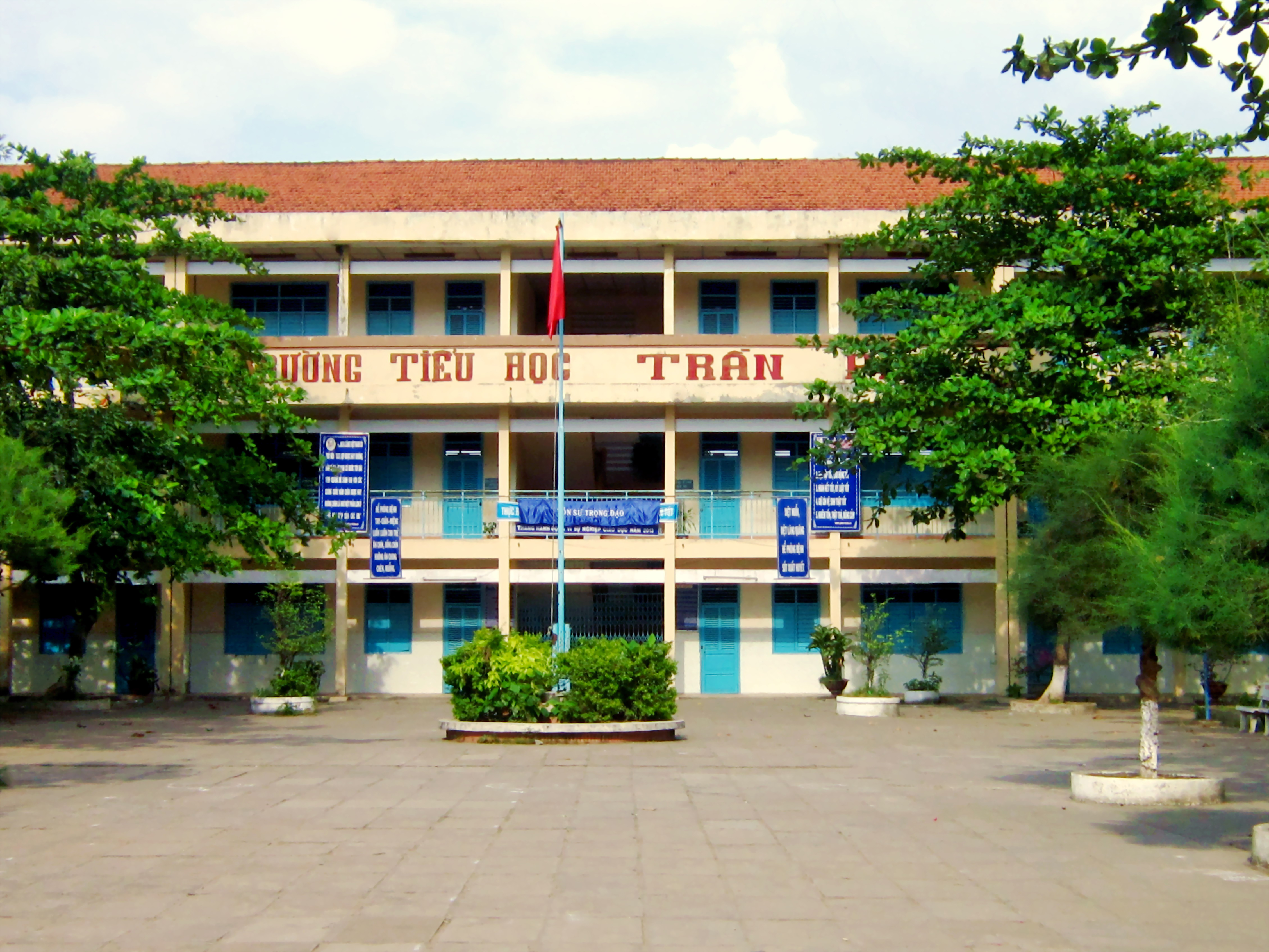
Trường Tiểu học Trần Phú ở Mỹ Thới.
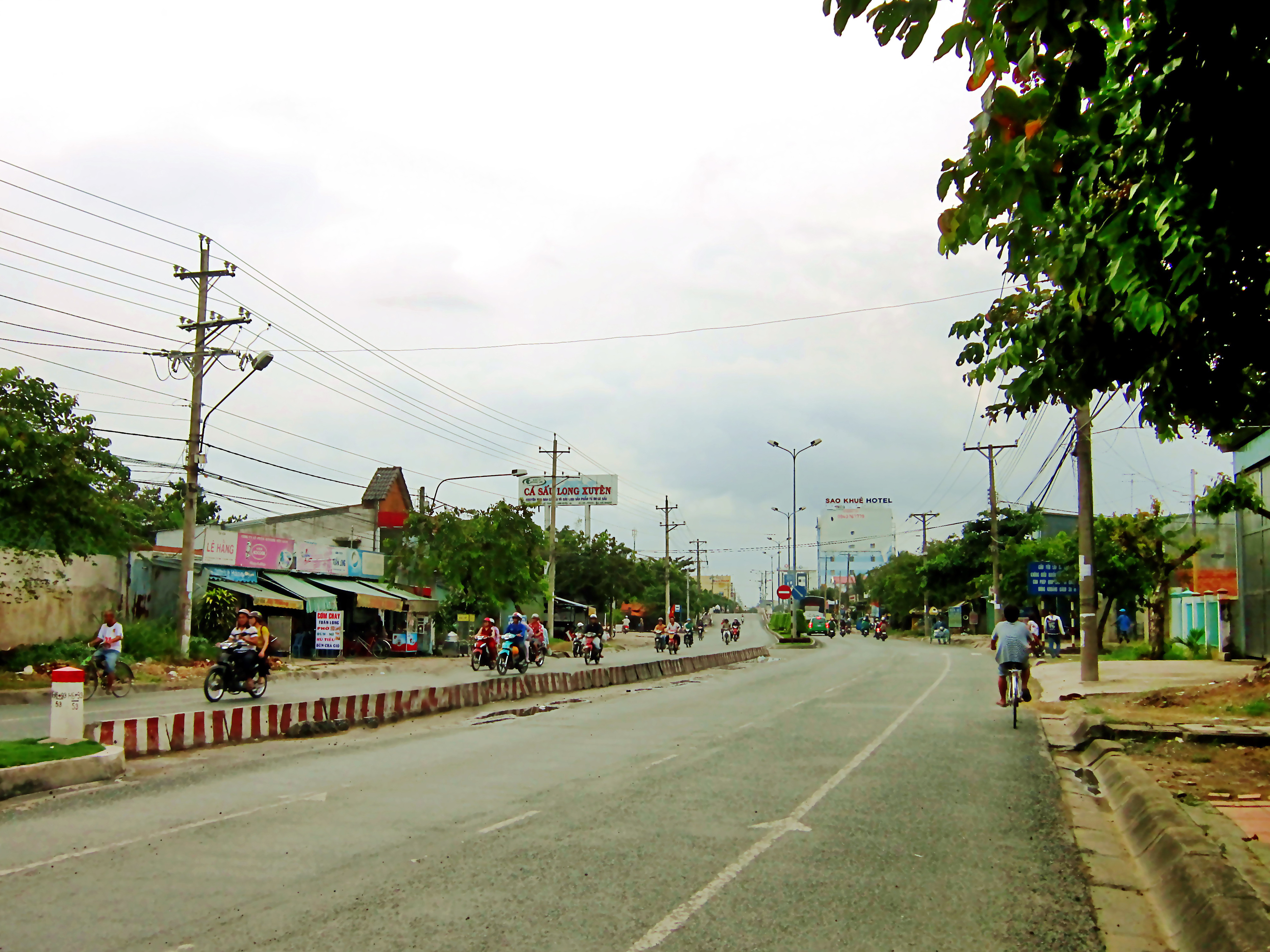
Quốc lộ 91 đoạn gần cầu Cái Dung thuộc phường Mỹ Thới